# مدرسه طراحی دانمارک
آکادمی هنرهای زیبای سلطنتی دانمارک، مدرسهٔ طراحی (به انگلیسی: Royal Danish Academy of Fine Arts, School of Design)، که بیشتر با نام مدرسهٔ طراحی دانمارکی (به دانمارکی: Danmarks Designskole) شناخته می‌شود. (اختصاری DKDS) یک مؤسسهٔ آموزش عالی در کپنهاگ، دانمارک است که آموزش طراحی پنج ساله‌ای را ارائه می‌دهد. یک برنامهٔ سه-سالۀ کارشناسی و یک دورهٔ کارشناسی ارشد دو-ساله در طراحی و همچنین انجام تحقیقات در زمینه‌های هنر، صنایع دستی و طراحی. مدرسهٔ طراحی دانمارک یک مؤسسهٔ زیر نظر وزارت علوم، نوآوری و آموزش عالی است.